# Nicklas Pedersen
Nicklas Pedersen, né le 10 octobre 1987 à Køge au Danemark, est un footballeur international danois. Il évolue actuellement au FC Emmen comme attaquant.

## Biographie

### En club
Le 2 juillet 2012, le KV Malines annonce le recrutement, pour quatre ans, de l'attaquant danois.
En juillet 2013, Pedersen est transféré du KV Malines à La Gantoise.

## Palmarès
- KAA La Gantoise
  - Championnat de Belgique
    - Vainqueur :  2015